# Empire (Michigan)
Empire é uma vila localizada no estado americano de Michigan, no Condado de Leelanau.

## Demografia
Segundo o censo americano de 2000, a sua população era de 378 habitantes.
Em 2006, foi estimada uma população de 376, um decréscimo de 2 (-0.5%).

## Geografia
De acordo com o United States Census Bureau tem uma área de
3,2 km², dos quais 3,0 km² cobertos por terra e 0,2 km² cobertos por água.

## Localidades na vizinhança
O diagrama seguinte representa as localidades num raio de 24 km ao redor de Empire.